# Zuzana Hofmannová
Zuzana Hofmannová, rozená Charvátová (15. června 1959 – 31. července 2012, Broad Peak, Pákistán) byla česká horolezkyně. V 80. letech 20. století patřila k nejúspěšnějším českým horolezkyním, kdy se spolu s Alenou Stehlíkovou zařadila do evropské špičky alpského horolezectví.

## Život
Začínala na pískovcích Labského údolí, kde vyváděla cesty klasifikace až VIIIb, ve Vysokých Tatrách absolvovala do roku 1988 přes 100 výstupů.
Po roce 1989 se začala věnovat výškovému horolezectví, které skromně nazývala vysokohorskou turistikou, a se čtyřmi osmitisícovkami na kontě patří i v tomto oboru mezi nejúspěšnější české ženy.
Nevrátila se ze svého posledního vrcholu, Broad Peaku, na který vystoupila 31. července 2012.
Pamětní cedulky má umístěné na masivu pod věží Císař v Ostrově a také na Památníku horolezců v Tisé.

## Významné výstupy

### Alpské výstupy
- 1979 – Julské Alpy, Steber Šit na Šite
- 1980 – Dolomity, 1. zimní průstup Cesty přátel na Civettu (s Janem Ďoubalem, Josefem Nežerkou a Standou Šilhánem), západní pilíř Torre Coldai, Bergell, prvovýstup severovýchodní stěny Piz Gemelli Via Centrale V+ s Janem Šimonem a L. Škaldou[3]
- 1981 – skupina Mont Blancu, Petit Dru, Americká direttissima Hemming, Robbins, Brownova cesta v západní stěně Aiguille du Blatiere, Walkerův pilíř na Grandes Jorasses, Kavkaz 1. ženský výstup klasifikace 5B na Kavkaze, Chergianiho cesta severní stěnou Ťuťu s Alenou Stehlíkovou
- 1982 – Bergell, 1. zimní a 1. ženský výstup Anglické cesty na Pizzo Badile s Alenou Stehlíkovou[4]
- 1984 – Dolomity, 1. zimní ženský výstup na Cima del Madonna cestou Spigolo del Viello s přímou variantou s Alenou Stehlíkovou[2]
- 1985 – Andy, čistě ženský prvovýstup na Huascarán (6 768 m), oceněno Výstupem roku ČHS[5]
- 1998 – Andy, Huascarán, Italská cesta v severní stěně

### Výškové horolezectví
Všechny výstupy byly vykonány v lehkém expedičním stylu bez kyslíku.
- 1984 – účastnice úspěšné československé expedice na Dhaulágirí (8 167 m)
- 1988 – účastnice expedice Annapurna
- 2000 – Pamir, Pik Lenina (7 134 m)
- 2002 – Ťan-šan (7 439 m), Chan Tengri (6 995 m)
- 2003 – Pamir, Pik Korženěvské (7 105 m), Qullai Ismoili Somoni (7 495 m)
- 2004 – Šiša Pangma (8 027 m)
- 2006 – Manaslu (8 163 m) severovýchodní Japonskou cestou, 1. český ženský výstup[6]
- 2007 – účastnice expedice Gasherbrum I
- 2009 – Čo Oju (8 201 m) klasickou cestou
- 2011 – Spantik (7 027 m)
- 2012 – 31. července Broad Peak (8 051 m)